# Carl Friedrich Voigt
Carl Friedrich Voigt (født 6. oktober 1800 i Berlin, død 3. oktober 1874 i Triest) var en tysk medaljør og ædelstensskærer. 
Voigt studerede under Vollgold og i Møntanstalten i Berlin (under Friedrich Wilhelm Loos) og tog efter 1825 at have vundet Akademiets pris til London og over Paris og Milano til Rom, hvor han lagde sig efter stenskæring under Giuseppe Girometti og kom under Bertel Thorvaldsens indflydelse. 1829 blev han i München Ludvig I's første møntmedaljør. Senere opholdt han sig i Rom.
Kendte værker er relief af Frederik Vilhelm III, Amor som Løvetæmmer (begge tidligere på slottet i Berlin), portrætmedaljer af Pius VIII (på en scudi), Ludvig I af Bayern (på en thaler), Christian Daniel Rauch, Peter von Cornelius og Thorvaldsen (1837; et eksemplar i bronze kom til Ny Carlsbergs Glyptotek) m. v.